# ミハウ・クビアク
ミハウ・ヤロスワフ・クビアク（Michał Jarosław Kubiak, 1988年2月23日 - ）は、ポーランドの男子バレーボール選手である。元ポーランド代表。

## 来歴
ヴァウツ出身。2011年よりポーランド代表に入り、欧州選手権に出場し、ワールドカップも代表メンバーとして来日した。2012年、ロンドン五輪に出場。2014年、世界選手権でチームの優勝に貢献。
2016年、リオネジャネイロ五輪に出場。その後、V・プレミアリーグ（現・V.LEAGUE DIVISION1）のパナソニックパンサーズに入団。
パナソニック入団後もポーランド代表としての活躍は続き、2018年、世界選手権に主将として出場し、大会2連覇に貢献。自身もベストアウトサイドスパイカーを受賞した。2019年もワールドカップに主将として出場し準優勝に貢献。
パナソニックでは、2017/18シーズンにV・プレミアリーグでチームの優勝に貢献し自身も最高殊勲選手賞(MVP)、ベスト6を受賞。2018/19シーズンも、V1リーグ（V.LEAGUE DIVISION1、V・プレミアリーグに替わって開幕）で連覇に貢献し、自身も2シーズン連続の最高殊勲選手賞、ベスト6を受賞した。2019/20シーズンはファイナルでフルセットの末敗れ3連覇は逃したが、3シーズン連続となるベスト6を受賞した。
2022年3月26日、自身のInstagramでポーランド代表を引退することを表明した。
2023年、2022-23シーズンをもって7年間プレーしたパナソニックパンサーズを退団した。
2023年シーズンは、中国バレーボールスーパーリーグの上海金色年華でプレーしている。

## 球歴
- ポーランド代表 （2011-2022年）
- 主な国際大会
  - オリンピック - 2012ロンドン、2016リオネジャネイロ
  - 世界選手権 - 2014年、2018年
  - ワールドカップ - 2011年、2015年、2019年
  - 欧州選手権 - 2011年、2013年、2015年、2017年、2019年
  - ワールドリーグ - 2011-2017年
  - ネーションズリーグ - 2018-2021年

## 受賞歴
- 2014年 - ポーランドカップ ベストオポジット賞
- 2015年 - ワールドリーグ ベストアウトサイドスパイカー賞
- 2016年 - トルコリーグ（英語版） MVP
- 2018年 - V・プレミアリーグ 最高殊勲選手賞(MVP)、ベスト6
- 2018年 - 世界選手権 ベストアプトサイドスパイカー賞
- 2018年 - 黒鷲旗大会 黒鷲賞(MVP)
- 2019年 - V.LEAGUE DIVISION1 最高殊勲選手賞(MVP)、ベスト6
- 2019年 - アジアクラブ選手権 ベストアウトサイドスパイカー賞
- 2020年 - V.LEAGUE DIVISION1 ベスト6

## 所属クラブ
- マラトン・スウィノジュシュ （2002-2005年）
- ジョーカー・ピラ （2005-2006年）
- AZS・オルスゼム （2006-2007年）
- KS・ポズナン （2007-2008年）
- ハポール・イローニ・キラットアット （2008-2009年）
- パッラヴォーロ・パドヴァ （2009-2010年）
- AZS・ポリテクニカ・ワルシャワスカ （2010-2011年）
- ジャステブスキ・ウィゲイル （2011-2014年）
- ハルクバンク・アンカラ （2014-2016年）
- パナソニックパンサーズ（2016-2023年） #13
  -  北京汽車（中国語版）（2016年5月）
- 上海金色年華（中国語版）（2023年-）